# Eremocoris canadensis
Eremocoris canadensis är en insektsart som beskrevs av Walley 1929. Eremocoris canadensis ingår i släktet Eremocoris och familjen Rhyparochromidae. Inga underarter finns listade i Catalogue of Life.